# Otto Lauckert
Otto Lauckert (* 8. August 1887 in Röthen bei Göhrde; † 8. Februar 1954 in Hannover) war ein deutscher Regierungsrat und Historiker. Er forschte unter anderem auf dem Gebiet der Flurnamen.

## Leben
Otto Lauckert studierte Geschichte und veröffentlichte 1927 eine Schrift über Marienwerder und die gleichnamige Klosterkirche, die zugleich mit derjenigen der Geschichte des hannoverschen Stadtteils Stöcken in mehreren Fassungen aufgelegt wurde. Auch seine Schrift zur Urgeschichte von Niedersachsen, die er nach dem Buch von Karl Hermann Jacob-Friesen für den Gebrauch an Schulen überarbeitete, wurden mehrfach aufgelegt. Ab 1928/1929 übernahm Lauckert den Vorsitz des „FIN-Ausschusses des NAfH“, wobei er nicht selber in der Flurnamensammlung tätig wurde, sondern andere Lehrer für die Mitarbeit motivierte.
Nachdem Otto Lauckert zur Zeit der Weimarer Republik zunächst die Position eines stellvertretenden Schulleiters an der damaligen Volksschule in Stöcken innegehabt hatte, schrieb er in den 1930er Jahren als Lehrer und dann Direktor der Schule auch heimatkundliche Aufsätze in Tageszeitungen.
Nach dem Zweiten Weltkrieg wurde Otto Lauckert mit Genehmigung der Britischen Militärbehörden ab 1946 in der Lehrerbildung tätig. In die zuvor von den Nationalsozialisten verbotene Freimaurerloge Zur Ceder, die 1948 wieder errichtet werden konnte, wurde Lauckert unter der Matrikelnummer 1497 aufgenommen.
1950 wurde Otto Lauckert zum Regierungsrat ernannt.

## Schriften (Auswahl)
- Marienwerder bei Hannover, Hannover: Hannoversche Buchhandlung, 1927
- Wegweiser durch Niedersachsens Urgeschichte. Nach der „Einführung in Niedersachsens Urgeschichte“ von K. H. Jacob-Friesen für den Schulgebrauch bearbeitet von Otto Lauckert, Hildesheim; Leipzig: Lax, 1934
- Abschied von der Fähre, Hannoversches Tageblatt, Mai 1936

## Ehrungen
- Die Straße Lauckerthof im hannoverschen Stadtteil Stöcken wurde nach dem Heimatforscher benannt.[1]